# هنري دوليوكس
هنري دوليوكس (1897 – 29 مايو 1982) هو مبارز بالسيف فرنسي راحل، مثّل بلاده في الألعاب الأولمبية الصيفية 1936.

## روابط رياضية
هنري دوليوكس على موقع أوليمبيديا (الإنجليزية)